# Зерноградський район
Зерногра́дський райо́н (рос. Зерноградский район) — район у південній частині Ростовської області Російської Федерації. Адміністративний центр — місто Зерноград.

## Географія
Район розташований у центрально-південній частині області. На півночі межує із Багаєвським та Веселівським районами, на сході — із Сальським та Цілинським, на південному сході — із Єгорлицьким, на заході — із Кагальницьким, на південному заході — із Краснодарським краєм.

## Історія
Мечетинський район був утворений 1924 року із центром у станиці Мечетинська. 1932 року до складу району включено 3 сільради сусідніх районів — Армянська, Плоска, Піщана. 1960 року перейменований у сучасну назву, центр переноситься до міста Зерновий, пізніше Зерноград. 1963 року до району приєднано ліквідовані Кагальницький та Веселівський, але 1978 відокремлено Веселівський, а 1980 року — Кагальницький.

## Населення
Населення району становить 56589 осіб (2013; 58757 в 2010).

## Адміністративний поділ
Район адміністративно поділяється на 1 міське та 8 сільських поселень, які об'єднують 1 місто та 62 сільських населених пункти:
| Поселення                            | Площа, км² | Населення, осіб (2010) | Центр             | Населені пункти |
| ------------------------------------ | ---------- | ---------------------- | ----------------- | --------------- |
| Великоталовське міське поселення     | -          | 1381                   | Велика Талова     | 4               |
| Гуляй-Борисовське сільське поселення | -          | 4747                   | Гуляй-Борисовка   | 15              |
| Донське сільське поселення           | -          | 2701                   | Донський          | 4               |
| Зерноградське міське поселення       | -          | 30849                  | Зерноград         | 11              |
| Кінзаводське сільське поселення      | -          | 3252                   | Чернишевка        | 7               |
| Красноармійське сільське поселення   | -          | 2871                   | Путь Правди       | 6               |
| Маницьке сільське поселення          | -          | 3348                   | Сорговий          | 8               |
| Мечетинське сільське поселення       | -          | 7194                   | Мечетинська       | 1               |
| Розсишинське сільське поселення      | -          | 2414                   | 1-й Розсошиснький | 7               |

### Найбільші населені пункти
| №  | Населений пункт   | Населення, осіб (2010) |
| -- | ----------------- | ---------------------- |
| 1  | Зерноград         | 26 842                 |
| 2  | Мечетинська       | 7 194                  |
| 3  | Гуляй-Борисовка   | 2 335                  |
| 4  | Чернишевка        | 1 667                  |
| 5  | Сорговий          | 1 647                  |
| 6  | Донський          | 1 622                  |
| 7  | Путь Правди       | 1 362                  |
| 8  | 1-й Розсошинський | 911                    |
| 9  | Експериментальний | 904                    |
| 10 | Велика Талова     | 847                    |

## Економіка
1997 року у районі розпочалась розробка Зерноградського газового родовища. У самому місті розвиненим є наукова діяльність — тут діють 3 науково-дослідних інститути та 3 виші. Основні напрямки — підвищення розвитку сільського господарства. Серед значних промислових підприємств працюють ВАТ «Зерноградгідроагрегат», 2 елеватори та кінний завод.